# Історія одягу і текстильних виробів

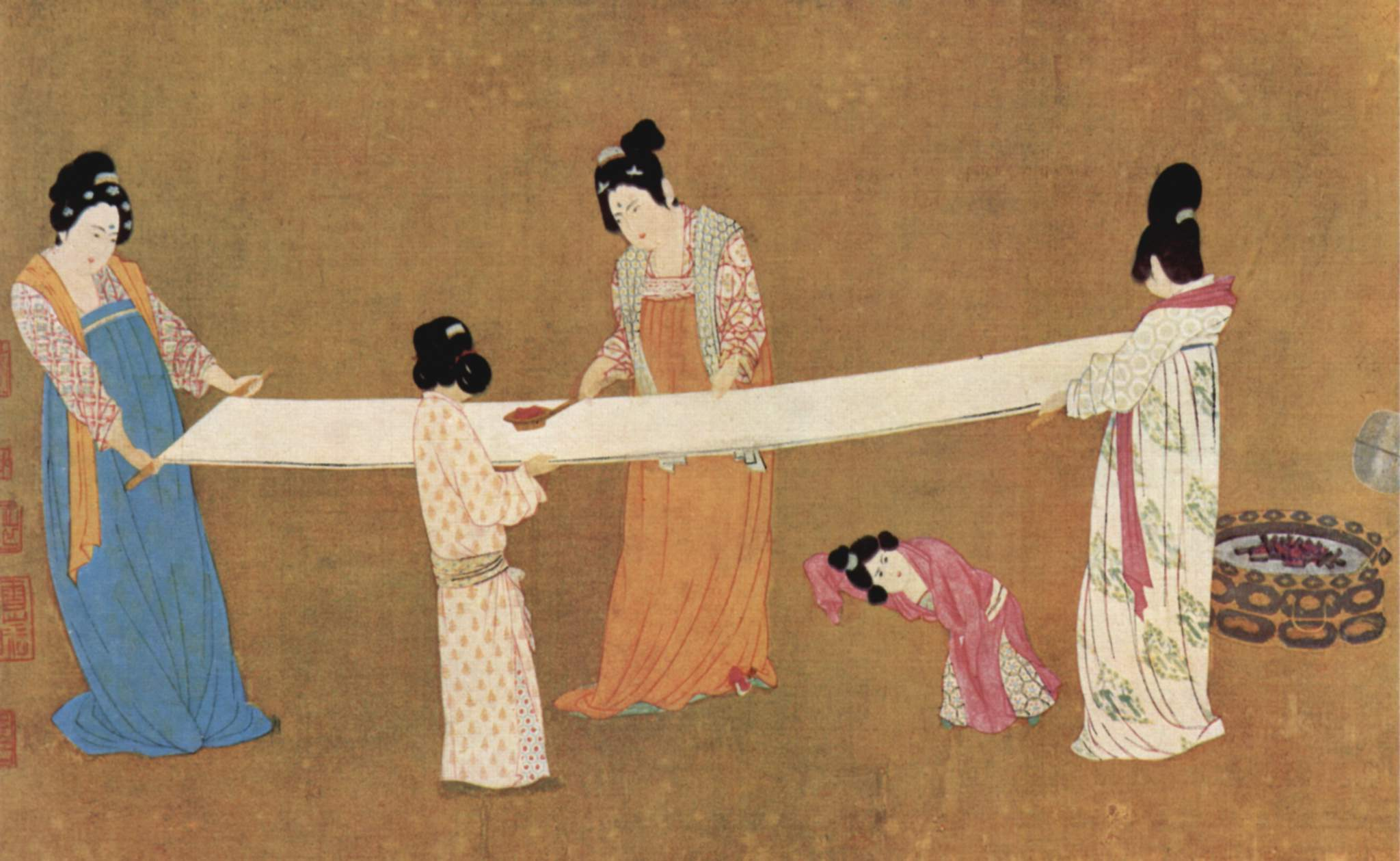
Жінки виготовляють шовк, малюнок початку 12 століття імператора Хуей-цзун (переробка малюнка художника 8-го століття Чжан Сюаня), ілюструє виробництво шовкової тканини в Китаї.

Носіння одягу виключно людська ознака і особливість більшості людських суспільств. Не відомо, коли люди почали носити одяг. Антропологи вважають, що шкури тварин і рослини були адаптовані в покриття як захист від холоду, спеки та дощу, особливо, коли люди мігрували до територій з новими кліматичними умовами. Цілком можливо, що спершу покриття для тіла було винайдене для інших цілей, таких, як магія, прикраси, культ, або престиж, а вже пізніше отримало практичне щоденне застосування. 
Одяг та текстиль грають важливу роль в людській історії і відображають матеріали, доступні для цивілізації, а також освоєні технології. Соціальна значущість готової продукції відображає її культуру.
Текстиль, означає повсть або спрядені волокна виготовлені в пряжу, а потім у сітку, закріплену петлями, за допомогою в'язання або ткацтва, щоб виготовити тканини, які вперше з'являться на Близькому Сході наприкінці кам'яної доби. З давніх часів до наших днів, методи текстильного виробництва постійно розвивалися, тому вибір доступних тканин впливав на те, яке майно мали люди, як одягалися і прикрашали своє середовище.
Джерела для вивчення історії одягу і текстильних виробів включають матеріали знайдені археологами; зображення текстилю і його виробництво в мистецтві; і документи, що стосуються виробництва, придбання, використання, торгівлі тканинами, знаряддя і готового одягу. Вивчення текстильної історії, особливо її ранніх стадій, є частиною дослідження матеріальної культури.

## Доісторичний розвиток
Спочатку як тканину використовували повсть близько 100 000 років тому.

### Раннє застосування волокнистого одягу
Інший генетичний аналіз показує, що людська воша, яка живе в одязі, відокремилась від головної воші близько 170 тисяч років до н. е., дослідження доводять, що люди почали носити одяг приблизно в цей же час. 
Вважається, що це відбулося ще до відомих ранніх міграцій людини з Африки, певний вид Людини (крім Homo Sapiens), який, напевно, носив одяг, мігрував раніше - і поширив цю вошиву інфекцію.

### Первісне виробництво одягу
Розвиток текстильного і швейного виробництва в доісторичний час — предмет низки наукових досліджень, починаючи з кінця 20-го століття. Ці дослідження допомогли розробити послідовну історію доісторичного розвитку. Факти свідчать про те, що людина, можливо, почала носити одяг ще 100, 000 — 500,000 років до н. е.
Імовірно, що швейні голки вже використовувались приблизно 40, 000 років до н. е. Найбільш раннє використання голки походить з Солютрейської культури, яка існувала у Франції 19, 000 — 15, 000 років до н. е. Найперші забарвлені волокна льону знайдені в доісторичній печері в Грузії і здійснене 36, 000 років до н. е.
Найбільш ранні докази ткацтва текстилю та плетіння виробів виявлені у маленьких шматочках твердої глини, які датовані 27, 000 років до н. е., знайдені в Нижніх Вестоніце в Чехії.
Пізні (25 000 років до н. е.) фігурки Венери зображені вже в одязі. Ті що із Західної Європи прикрашені капелюхом у формі кошика або шапкою, ременем, натягнутим на талію, і ремінцем з тканини, який огорнутий навколо тіла прямо над грудьми. На фігурках із Східної Європи пояси висіли низько на стегнах, а іноді замість них ряд спідниць.
Археологи виявили артефакти того ж періоду, що, імовірно, використовувались в текстильному мистецтві: (5,000 років до н. е.) прядильні голки і ткальні палички.